# 澳門土生葡人
澳门土生葡人（葡萄牙語：或）是指在澳门土生土長，而以葡萄牙语作为第二语言，以葡萄牙文化作为本位文化及身份認同的族群。按此定义，前来澳门定居的葡萄牙人並非「澳门土生葡人」，其在澳门出生的第二代及其后代方能称为「土生葡人」。澳门土生葡人操流利的粤语口语，但部分不能读写汉语书面语。澳门土生葡人曾经发展出一种独特的葡萄牙语域外方言，即澳門土生葡語，目前已接近消亡。

## 简介
葡萄牙人移居澳門的歷史可以追溯至明朝時期，有不少土生葡人家族已在澳門生活了超過300年。在土生葡人家族中，葡裔與亞洲族裔（印度裔、马来裔、日本裔、华裔）通婚後在澳門所生的混血後代佔极大的比例，亦有少部分是葡裔与非裔通婚后的混血，其中非裔主要来自葡萄牙在非洲的殖民地如安哥拉、几内亚比绍等地，故几乎所有的土生葡人都是混血儿。
目前，绝大部分澳门土生葡人依然在澳门居住，他們同时拥有葡萄牙公民和澳門永久性居民身份。少部分澳门土生葡人则由于各种原因分散在世界各地，部分居於香港，當中包括前香港建築師學會副會長及前香港建築署署長李銘根、前兒童節目主持Luisa Maria Leitao (黎芷珊)、港澳著名歌手Maria Cordero及Louie Castro和近期離開娛樂圈獨立發展的前澳門小姐Guilhermina Pedruco (畢美娜），Isabela Pedruco (畢嘉麗）及Guiomar Pedruco (畢美琪)。2020年至2022年疫情期間畢家三姊妹曾短暫露面。
由于土生葡人多数和华人混血，因此根据1998年中国《全国人民代表大会常务委员会关于〈中华人民共和国国籍法〉在澳门特别行政区实施的几个问题的解释》，若出生在含澳门的中国领土内，即可以通过血统主义获得中国公民身份，即使他们已经拥有葡萄牙旅行证件；若为中国血统但又具有葡萄牙血统的澳门特别行政区居民，则可根据本人意愿选择中国国籍或葡萄牙国籍中的一种。

## 形成和發展階段
中國廣西民族大學人類學教授徐傑舜和澳門大學歷史系教授湯開建對澳門土生葡人的形成和發展歷程採取了「四階段說」：
- 第一階段為16世紀前中期，葡萄牙人與印度和馬六甲等東南亞人種的結合，繁衍出第一代歐亞混血兒，他們隨著這些葡亞混合家庭移居澳門，成為在澳門的第一批土生葡人；
- 第二階段為16世紀中期之後，隨著葡萄牙人和第一批土生葡人在澳門的紮根，他們開始在內部通婚，通婚圈並逐漸擴大至華人社群；
- 第三階段為19世紀初至20世紀中期，是土生葡人在澳門進一步發展的階段；
- 第四階段則是20世紀70～80年代以後，是土生葡人在澳門穩定發展的階段，由於他們擁有葡萄牙人的身份，故在澳門回歸前自動取得葡萄牙国籍，亦享有歐盟公民的身份。

## 族群特点
土生葡人對澳門的政治和社會有著重要的影響，除了在血緣方面，他們也在語言、文化、宗教和社會上有著與華、葡人特殊的條件：

### 語言
在語言和家庭方面，由於土生葡人家庭都希望能以葡國特質來保持其社會地位，因此土生葡人一般都接受葡國文化和教育，而家庭方面也以葡語為多。在社會上自小接受葡文教育，除了在公職上與葡萄牙人或土生葡人自己圈子內的社會交往上使用葡文外，一般與社會上佔90%以上的華人交往都以使用廣東話為主。因此，他們不僅能說一口流利的葡語，也能說一口地道的廣東話。除了與葡國人交往一定他們本身之間的交往多是兩種語言交互使用，形成土生葡人這一族群的一個特殊的特徵。

### 文化
由於自幼接受葡國文化教育的關係，土生葡人無論在思想和行為上都比較接近葡國文化，對葡萄牙文化歷史的認識遠較對中國的認識為深，而本身也較為認同葡國文化且常以葡人自居。另一方面，由於所處的社會是華人社會，所接觸的也幾乎全是華人文化，因而他們對中國文化也有一定的認識和了解，尤其一些本地的傳統和習俗更深入他們的日常生活之中。其他如生活習慣和飲食習慣等都受到華人的影響，使土生葡人的文化在形式上和結構上是葡國模式，但受東方文化的滲入，形成了東西文化衝突和協調下的一種新土生文化。換言之，形成了土生葡人以西方文化為主、東方文化為輔的特殊新文化——“土生文化”。

### 宗教
絕大部分土生葡人的宗教信仰為天主教（佔85%以上），而天主教也是為規範和監督社會而運作，借助對信徒的直接影響，或對民事權力的影響，塑造了土生葡人的社會準則，不過部分土生葡人也有參與中國民間信仰的習慣。

### 社會
土生葡人一般是澳門社會的中層階級，尤其是在公共行政方面，土生葡人一般多擔任中層角色，介乎領導階層與一般工作階層之間，屬於一種中介角色。公務員是土生葡人的主要職業，而在澳門社會上的其他行業工作中，則任職會計師、律師、教師、工程師、民航飛機飛行員、音樂家、醫生、商人、葡語翻譯員和天主教神職人員等高技術性工作職業。

## 未來族群趨勢
中山大學人類學學者周大鳴博士認為，“隨著澳門和內地經濟的整合以及1999年後政治上的整合……隨著文化涵化的加速，澳門將會出現一個產生於不同族群基礎之上的新的族群——澳門族群。澳門族群將是以漢民族為主體，融合了澳門其他族群的『多元一體結構』。”認為土生葡人將會融入「澳門族群」之中。而中山大學孫九霞教授則認為，“對於土生葡人的未來不必過分擔憂，這種文化的變遷，雙邊性身份的選擇，不會導致其認同的消失，土生葡人會保持自己獨特的族群文化和族群認同，並繼續發展。回歸過程中，土生族群為達到對變遷的適應，而進行認同的選擇，是認同在社會、文化變遷中的生動表達，這並不影響族群的續存。”

## 界定
學術界對土生葡人的界定並不統一，其中有學者吳紹嘉根據澳門現況及基本法關於土生葡人的相關規定，將土生葡人界定為具有以下四種條件的澳門永久居民：
（一）語言：具備葡人的血統，主要表現在能聽講、閱讀和書寫葡文，同時可以聽講粵語, 但不一定能閱讀或書寫中文;
（二）血緣：具有亞、葡人的血統，無論是從父系或母系方面獲得，或由雙方獲得和不論所俱備血緣的成份的多少；
（三）必須自我認同是「土生葡人」而不加否定；
（四）其本人必須與澳門有認同感。

## 土生葡菜
16至17世紀期間，葡萄牙航海事業發達，商人經營香料貿易，商船途經非洲、印度沿岸、東南亞地區的馬六甲等地始抵達澳門，將沿途各地的香料和飲食文化帶到澳門。此外，葡萄牙人與上述不同地區的族群及澳門的本地華人通婚，以致各地與本地的材料、菜色和煮法漸漸融入澳門的傳統葡萄牙菜。澳門土生菜是澳門獨特的美食，用豐富的配料烹調出揉合中葡特色的佳餚，背後蘊含澳門獨特的歷史背景與葡萄牙航海文化。
土生葡人烹飪技藝於2012年獲列入澳門非物質文化遺產名錄。

## 土生土語話劇
土生土語話劇通過舞台藝術的表達方式，將土生葡語、葡語、廣東話、英語和其他語言混雜、多語言結構的特點，利用文化差異、語調、不同用詞及腔調的變化，以喜劇的形式進行調侃和諷刺，針砭時弊，不正統但不失地道。深受眾多土生葡人和本地華人的喜愛和追捧，並維繫土生葡人的澳門情懷。
為保存土生土語話劇，每年澳門藝術節都上演一齣本土製作的土生土語話劇。

## 名人

### 政界
- 美士基打（Nicolau Vincente de Mesquita）：即美副將，軍人。
- 高美士：原名路易士·貢沙華·高美士，澳門一所公立學校高美士中葡中學便是以他的名謂命名。
- 黎祖智：前行政﹑教育暨青年事務政務司。
- 宋玉生：前澳門立法會主席。
- 林綺濤：前澳門立法會主席。
- 施綺蓮：前澳門教育司司長，前任澳門葡文學校校長。
- 歐安利：澳門大律師、澳門立法會議員。（間選－專業界）、澳門特別行政區行政會成員、中國人民政治協商會議第十一屆全國委員會（簡稱「全國政協」）委員；他是首位獲委任為全國政協委員的土生葡人。
- 羅立文（Raimundo Arrais do Rosário）：澳門駐里斯本經濟貿易辦事處前主任、澳門駐布魯塞爾歐盟經濟貿易辦事處前主任、澳門駐世界貿易組織經濟貿易辦事處前主任，現任運輸工務司司長。
- 高天賜：現任澳門立法會議員。
- 文綺華：現任澳門旅遊局局長。

### 文學家
- 若瑟·山度士·飛利拉：澳門最後一位以澳門土語進行創作的土生葡人作家。
- 飛歷奇：律師、教師、小說家。
- 飛文基：律師、土生葡語話劇活動家。

### 演藝界
- 李嘉欣：1988年香港小姐冠軍、演員。
- 宋宛穎：2021年香港小姐冠軍、演員、大型節目司儀。
- 梁洛施：演員。
- 瑪俐亞（肥媽）：歌手、食評家、主持人及演員。
- 羅利期（祖·尊尼亞）：歌手、演員。
- 黎若嵐：導演、土生葡人文化研究者。
- 何嘉穎：歌手，2014年亮相無綫電視節目《超級巨聲4》。
- 黎芷珊：香港主持及歌手. 兒童節目。430穿梭機及閃電傳真機主持。
- 賈思樂：1954年在澳門出生。 是一名土生葡人香港演員。
- 杜俊玮: 澳門歌手，第一、二、三、四届澳廣視至愛新聽力金獎。
- 古淖文：澳門歌手。中年好聲音 2冠軍
- 戴顯揚：澳門文化傳播大使，澳門著名藝人

### 運動員
- 賈嘉惠：空手道運動員。

### 其他
- 黎登：澳門著名公證師，在澳門的後人有很多，一般稱之為「黎登家族 (Leitao)」。
- 黎婉華：有澳門第一美人之稱，何鴻燊元配夫人，黎登的女兒，前430穿梭機，閃電傳真機及芷珊約你主持黎芷珊的姑姑。
- 畢嘉寶 (Geraldina Pedruco):1971年出生。1995年澳門小姐冠軍。現工作於葡萄牙駐澳門及香港總領事館。

### 畢家四姊妹 (Pedruco Sisters)
- 畢美娜 (Guilhermina Pedruco-Dias)：1969年出生，1989年澳門小姐冠軍。是畢嘉麗及畢美琪的長姊
- 畢嘉麗（Isabela Pedruco）：1973年出生，1993年澳門小姐冠軍。是畢美娜的三妹及畢美琪的三姐
- 畢美琪 (Guiomar Pedruco)：1974年10月21日年出生。1996年澳門小姐冠軍。是畢美娜， 畢嘉寶及畢嘉麗的孻妹

## 參看
- 澳門土語
- 澳門人
- 克里斯坦人
- 歐亞族
- 香港歐亞混血兒

### 在中國有類似情況的其他民族
- 中國俄羅斯族